# Pteris pilosiuscula
Pteris pilosiuscula är en kantbräkenväxtart som beskrevs av Nicaise Augustin Desvaux. Pteris pilosiuscula ingår i släktet Pteris och familjen Pteridaceae. Inga underarter finns listade.